# Annals of Probability
Annals of Probability est une revue scientifique en théorie des probabilités qui paraît tous les deux mois depuis 1973. Les articles sont évalués par les pairs. La revue est éditée par l'Institut de statistique mathématique.
La revue est née de la scission, en 1973, des Annals of Mathematical Statistics en Annals of Probability et Annals of Statistics.
Les articles sont en libre accès trois ans après leur publication sur le projet Euclide, ou sur JStor.  Tous les articles depuis 2004 sont librement accessible sur arXiv.
Les Annals of Probability publient des articles en théorie des probabilités qui excellent par l'originalité et la portée du travail. Les articles sur les  applications des probabilités aux sciences ou aux sciences sociales sont plutôt publiés dans les Annals of Applied Probability. Cependant, les résultats mathématiques intéressants qui découlent de l'étude de modèles probabilistes dans d'autres domaines sont bienvenus dans les Annals of Probability. Les Annales publient également des articles de synthèse et des recherches sur des domaines en plein développement.
Les rédacteurs en chef changent tous les trois ans. Amir Dembo, de l'université Stanford, est rédacteur en chef pour la période 2018-2020.
La revue publie un volume par an composé de six numéros. Le volume 47 de 2019 comporte plus de 4 000 pages.